# Eysteinn Ásgrímsson
Eysteinn Ásgrímsson (även stavat Eystein Åsgrimsson) var en fornisländsk munk som man tror författade Lilja, som räknas som ett av Islands främsta poetiska verk. Han levde på 1300-talet. 
Eysteinn var munk i augustinkloster dels på Island (där han även en tid satt fängslad för uppstudsighet och våldsamhet mot sin abbot), dels i Norge, tills han 1357 av ärkebiskop Olof sändes till Island för att studera dess kyrkliga förhållanden. I denna verksamhet kom han i konflikt med biskop Gyrd i Skálholt, som till och med bannlyste honom. Efter att ha försonat sig med biskopen återvände han 1360 till Norge, där han avled 1361. 
Lilja skildrar i 100 8-radiga strofer änglarnas och människornas syndafall, Kristi liv och död, uppståndelse och himmelsfärd samt slutar med uttalande av författarens hopp om sin och hela människosläktets frälsning genom Kristi och jungfru Marias förtjänst. Denna dikt åtnjöt redan i forntiden en oerhörd popularitet, så att det blev ett ordstäv att varje skald gärna skulle vilja ha diktat "Lilja", och det verslag ("hrynhent") som den avtattats på från denna tid vanligen kallades "lilju-lag".